# Davide Lanzafame
Davide Lanzafame (né le 9 février 1987 à Turin) est un footballeur italien évoluant au poste d'attaquant au LR Vicence.

## Biographie
Davide Lanzafame, surnommé Lanciafiamme, appartient en copropriété à la Juventus, avec laquelle il a fait ses débuts dans le championnat italien en 2007 et à l'US Palerme, pour le compte duquel il va disputer la saison 2008-2009, à la suite d'un accord entre les deux clubs dans le cadre du transfert du Brésilien Amauri à la Juventus. Le 25 juin 2010, l'US Palerme et la Juventus s'accordent à
prolonger le contrat de copropriété d'une année supplémentaire, le club sicilien prêtant le joueur aux bianconeri pour la saison 2010-2011.
Davide Lanzafame est considéré comme un grand espoir du football italien. Il joue d'ailleurs en équipe d'Italie espoirs (7 sélections, 1 but).

## Clubs successifs
- 2006-2008 :  Juventus
- 2007-2008 :  AS Bari (prêt)
- 2008-2010 :  US Palerme (copropriété avec la Juventus).
  - déc. 2008-2009 :  AS Bari (prêt)
  - 2009-2010 :  Parme FC (prêt)
- 2010-2011 :  Juventus (copropriété avec l'US Palerme).
  - jan. 2011-2011 :  Brescia Calcio (prêt)
- 2011-2014 :  Calcio Catane
  - sep. 2012-jan. 2013 : US Grosseto (prêt)
  - jan. 2013-2013 :  Honved Budapest (prêt)
- 2014-jan. 2016 :  Pérouse
- jan. 2016-2016 :  Novare Calcio
- depuis 2016 :  Honved Budapest FC

## Palmarès
- Champion de Hongrie en 2017 avec le Budapest Honvéd

## Distinctions personnelles
- Co-meilleur buteur du championnat de Hongrie en 2018-2019 (16 buts, à égalité avec Filip Holender)